# إشارات المرور في فلسطين
إشارات المرور في فلسطين، هي إشارات وعلامات موجودة في لافتات المرور على الطرق، وشاخصات التحذير والإرشاد المرسومه على سطح الطريق، لكي يستدل بها الأشخاص من أجل المحافظة على الأمن والسلامة أثناء قيادة المركبات والمرور.

## أهمية إشارات المرور
- يعتقد بعض الناس أن وجود إشارات المرور في الطرق أمر مزعج، فهي تجعلهم في بعض الأحيان يتأخرون عن أعمالهم.

- تساهم الإشارات المرورية في تجنيب العالم كوارث كبرى، مثلاً في عام 1913، وهو العام الذي شهد ظهور سيارات هنري فورد، قتل نحو 4 آلاف شخص في الولايات المتحدة الأمريكية بسبب التصادم والازدحام، وغياب إشارة المرور.[2]

## التاريخ
- الرومان هم أوّل الشعوب التي فكّرت في طريقة تنظيم المرور في الشوارع والميادين، من خلال إبتكارها لإشارة المرور منذ القدم.

- كانت هذه الإشارات في الواقع عبارة عن عمود من الحجارة يوضع على جانب الطريق لتوضيح إتجاهات السير والمسافات المتبقية إلى القرى والمدن.

- مرّت إشارات المرور بتطورات عديدة وأصبحت العلامات المرورية منتشرة في كل مكان وخاصة عند التقاطعات، من خلال إشارات خشبية أو علاماتٍ حجرية.

- استمر العالم في السير بنظام إشارة المرور التقليدية حتى تطور النظام.

- في العام 1868، اخترعت بريطانيا أول إشارة مرور ضوئية في العالم، صممها مهندس السكك الحديدية "جون بيك نايت"، وتم تركيبها في أحد شوارع مدينة لندن.

- كانت إشارة المرور الضوئية المبتكرة تشبه إشارات السكك الحديدية.

## إشارات المرور في فلسطين
يعتبر قانون المرور الفلسطيني رقم (5) لسنة 2000، من أهم القوانين لعلاقته المباشرة في حياة وسلامة المواطن أثناء تنقله على الطرق، سواء كان راحلاً أو راكباً.
وضعت فيه الشروط والقيود التي يجب التقيد بها من قبل أصحاب المركبات ومن يقودها لتقليل الأضرار الناشئة عن قيادة السيارات على الطرق إلى أدنى نسبة:
- يتم تحديد علامات وإشارات تنظيم المرور ومقسمات الإشارات الضوئية بما لا يتعارض والاتفاقيات الدولية بهذا الشأن.

- للسلطة المختصة أن تحدد نماذج الشاخصات وأنواعها ومقاييسها وألوانها وأشكالها ومدلولاتها.

- على عابري الطريق الانصياع للتعليمات التي تأمر بها العلامات والإشارات والخطوط التي توضع في الطريق بموجب هذا القانون.

- تعتبر شاخصة (قف) التي يستخدمها طلبة المدارس المشاركون في دوريات الوقاية على الطرق- شاخصة مرور.

- تعتبر شاخصة سر باتجاه السهم- وشاخصة قف التي يستخدمها عمال الأشخاص أثناء تنفيذهم للعمل- شاخصة مرور.[3]

## إشارات المرور في جلب الانتباه والتضامن
- بلدية رام الله وسط الضفة الغربية،في قضية التضامن مع الأسرى، علقت إشارات مرور في شوارعها الرئيسة للفت الانتباه لقضية الأسرى الفلسطينيين المضربين عن الطعام، إشارة قف، صارت "قف مع الأسرى".

- في بلجيكا تحولت الأضواء الخضراء وأصبحت بكلمة الحرية لغزة.

- في روما قام مجموعة من الشباب بوضع ملصقات تحمل علم فلسطين على إشارات المرور في نابولي، ثالث أكبر مدن إيطاليا، تضامنا مع غزة.[4][5]